# 肖納島

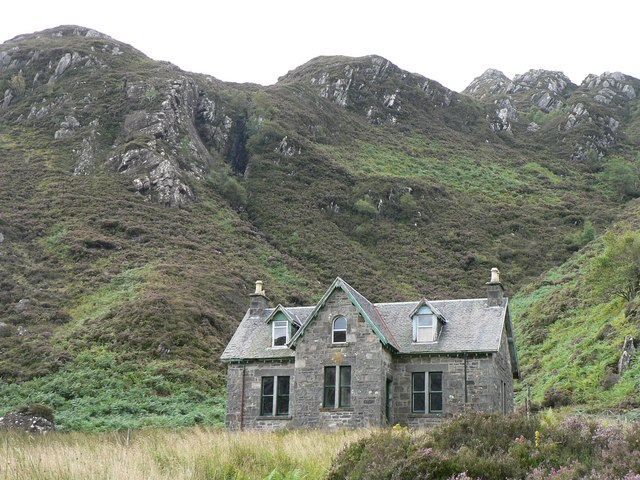

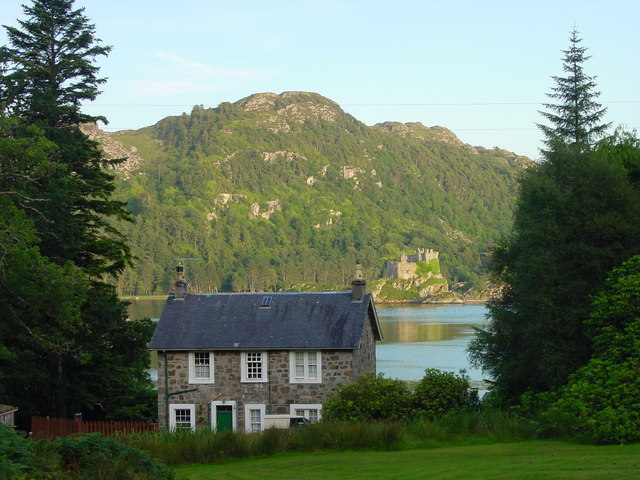

肖納島是蘇格蘭的島嶼，位於大西洋海域，屬於內赫布里底群島的一部分，由高地負責管轄，面積5.25平方公里，該島在1995年被Robert Devereux以13億英鎊買下，2001年人口僅9人。

## 外部連結
- Eilean Shona page （页面存档备份，存于）

56°48′N 5°51′W / 56.800°N 5.850°W